# SG레일
SG레일은 수도권 광역급행철도 A노선 건설·운영·관리를 목적으로 하는 신한은행의 자회사다. 이 회사는 수도권 광역급행철도 A노선 사업에만 관여하며, 실제로 운영권은 서울교통공사, SR에 위탁할 예정이다. 대기업인 SG그룹과는 전혀 관계가 없다.

## 연혁
- 2018년 12월 10일 : 설립
- 2018년 12월 27일 : 수도권 광역급행철도 A노선 착공

## 운영 노선
- 수도권 광역급행철도 A노선(운정중앙 ~ 동탄)
  - 역수 : 10개

## 주요 업무 내용
- 수도권 광역급행철도 A노선 건설·운영·관리 업무

## 같이 보기
- 수도권 광역급행철도 A노선[3]